# Xã Whiteford, Quận Marshall, Minnesota
Xã Whiteford (tiếng Anh: Whiteford Township) là một xã thuộc quận Marshall, tiểu bang Minnesota, Hoa Kỳ. Năm 2010, dân số của xã này là 44 người.